# Eurysternus cambeforti
Eurysternus cambeforti är en skalbaggsart som beskrevs av François Génier 2009. Eurysternus cambeforti ingår i släktet Eurysternus och familjen bladhorningar. Inga underarter finns listade i Catalogue of Life.